# Arderea Sodomii și Gomorii
Arderea Sodomii și Gomorii este o miniatură realizată pe 24 mai 1842 de către miniaturistul transilvănean din secolul al XIX-lea Procopie (Picu) Pătruț.  În prezent se află în custodia Muzeului Țăranului Român.
Ilustrația face parte din cele 139 de miniaturi realizate de Picu Pătruț între 1842 și 1851, pentru a ilustra Biblia de la Sankt Petersburg din 1819.
Scena îl prezintă pe personajul biblic Lot, aflat împreună cu fiicele sale, părăsind sub îndrumarea Îngerului cetatea Sodomei, cuprinsă de flăcări. În partea dreaptă a tabloului se observă stâlpul de sare în care a fost transformată soția lui Lot, pentru că a privit înapoi spre oraș.